# Natnael Tesfatsion
Natnael Tesfatsion (ur. 23 maja 1999 w Asmarze) – erytrejski kolarz szosowy.

## Osiągnięcia
Opracowano na podstawie:

2019
- 1. miejsce w klasyfikacji punktowej Tour de l'Espoir
  - 1. miejsce na 1. etapie (jazda drużynowa na czas)
- 2. miejsce w mistrzostwach Erytrei (start wspólny)

2020
- 2. miejsce w La Tropicale Amissa Bongo
  - 1. miejsce w klasyfikacji młodzieżowej
  - 1. miejsce na 2. etapie
- 1. miejsce w Tour du Rwanda
  - 1. miejsce w klasyfikacji młodzieżowej
  - 1. miejsce na 4. etapie

2022
- 2. miejsce w Giro dell’Appennino
- 2. miejsce w Adriatica Ionica Race
  - 1. miejsce w klasyfikacji górskiej
  - 1. miejsce na 2. etapie
- 2. miejsce w mistrzostwach Erytrei (start wspólny)

2024
- 2. miejsce w Cadel Evans Great Ocean Road Race
- 1. miejsce w mistrzostwach Erytrei (start wspólny)

## Rankingi
| Rok             | 2018  | 2019 | 2020 | 2021 | 2022 | 2023 | 2024 |
| --------------- | ----- | ---- | ---- | ---- | ---- | ---- | ---- |
| World Ranking   | 2836. | 589. | 150. | 460. | 111. | 283. | 195. |
| UCI Asia Tour   | 719.  |      |      |      |      |      |      |
| UCI Africa Tour | -     | 25.  | 3.   | 14.  | 3.   | 8.   | 5.   |
|                 |       |      |      |      |      |      |      |
| Źródło: UCI     |       |      |      |      |      |      |      |